# ヒロキ寺子屋
ヒロキ寺子屋（ -てらこや）は、2007年4月5日から2008年3月27日まで静岡エフエム放送 （K-MIX）で木曜19:00 - 19:55に放送していたラジオ番組である。
K-MIX本社1階のオープンスタジオ「ビュースタ」から公開生放送されていた。

## 番組の特徴
リスナーからのメッセージの紹介やリクエストと4つのコーナーで構成されている。
K-MIXの夜の番組の内、毎週公開生放送されているのはこの番組のみで、19時台の生番組は4年ぶり。

## パーソナリティ
廣木弓子

## 番組の流れ
- 19:10頃 - 今週のキーワード
廣木が、キーワードから連想する時事ネタをクイズ形式で当てる。
本来はキーワードから時事ネタを解説するコーナーだが、全うに答えられず、リスナーからはボケ回答と勘違いされ、それを期待するメッセージも届く。
答えられないとサンデーモーニングのごとく「喝！」の効果音が鳴る。正解の場合は「お見事」の効果音。
なお、2007年4月19日放送で初めて3問全て正解するなど、まれに全問正解することがあるが、2008年2月21日の放送では通算成績が100敗を突破した。
- 19:25頃 - アナログレコードの世界
主に60年代から70年代にかけてのアナログ盤を実際にオンエアして紹介するコーナー。リクエストも受け付けている。
- 19:35頃 - 今週のおおはたさん
旅をするシンガーソングライター・おおはた雄一が毎週K-MIXの留守番電話にメッセージを吹き込み、近況を紹介するコーナー。
- 19:45頃 - 静岡の夕餉
今夜の夕飯をテーマに廣木がリスナーに生電話（逆電）をする。

## 備考
- この番組の開始により、JFNC制作の「Adult Oriented Radio」の木曜日のネットがなくなる（番組終了に伴い木曜日のネットが再開）。
- 番組開始告知CMは意図して作られたものではなく、廣木のトークの一部分とテレビアニメ「一休さん」ばりのBGMをつなぎ合わせたもので、リスナーにも詳しい内容が上手く伝わらないまま番組が開始された。「喝！」の声や鐘の音の効果音などは、本物の住職によって収録されたことが最終回に明かされた。
- 2007年5月3日の放送では、浜松まつりの練りがスタジオに乱入し、オープニングで廣木が胴上げされた。
- 2007年5月10日の放送のエンディングでは、K-MIX 8×8の公開生放送で登場するThe Soulが出演し、廣木が再び胴上げされた。
- 2007年6月7日の放送ではゲストに櫻井大介が登場し、「ヒロキ生歌」と題して「ワンシーン」を歌った。
- 2008年2月28日の放送では、「今週のキーワード」100敗の罰ゲームとして、廣木が三人官女姿の仮装で登場した。最終成績は49勝。
- 最終回の2008年3月27日の放送では、廣木がスタッフに胴上げされて締めくくられた。
- 番組タイトルはテレビ静岡制作の全国ネット番組「テレビ寺子屋」をもじったものである。

### コラボレーション
- 2008年1月1日午前1時から5時まで、この番組と「K-MIX 8×8 京太朗と晴彦の音楽男塾」のコラボレーションで、「K-MIX New Year Special 廣木弓子と京太朗と晴彦2008年突破祈願『特訓道場』」が、K-MIX本社1階の「ビュースタ」から放送された。